# جواز سفر روديسيا
كانت جوازت سفر روديسيا تصدر من قبل حكومة روديسيا لمواطنيها لأغراض السفر الدولي. ولك ألغيت ولم تعد تصدر، بعد أن حلت محلها جوازات السفر الزيمبابوية في عام 1980، مع تغيير اسم البلاد واصبح زيمبابوي.
صلاحية الجواز هي 5 سنوات وبعدها يتم تجديده.